# U-2504
U-2504 – niemiecki okręt podwodny typu XXI czasów II wojny światowej. Okręt został zwodowany 18 lipca 1944 roku w stoczni Blohm & Voss w Hamburgu i przyjęty do służby w Kriegsmarine 12 sierpnia 1944 roku. Jednostka o wyporności nawodnej 1621 ton, wyposażona była w dwa główne silniki elektryczne SSW/AEG GU365/30 o łącznej mocy 5000 KM, dwa silniki elektryczne cichego napędu GW323/28 o mocy 222 KM oraz dwa silniki Diesla MAN M6V 40/46 o łącznej mocy 4000 KM. Dzięki bardzo dużej pojemności akumulatorów, nowej opływowej linii kadłuba - pozbawionego występów oraz działa, jednostka była jednym z pierwszych okrętów podwodnych w historii zdolnych do rozwijania pod wodą prędkości większej niż na powierzchni. Te same cechy umożliwiały jej znacznie dłuższe niż dotąd pływanie podwodne.
Okręt nie odbył patrolu i z powodu wad wykonawczych został wycofany ze służby już 19 listopada 1944 roku, wysadzony następnie na brzeg 3 maja 1945 roku w pobliżu Hamburga. Po wojnie pocięty na złom.